# Georg Milbradt
Georg Hermann Milbradt (* 23. února 1945 Eslohe) je německý politik za CDU a ekonom. Mezi lety 2002 a 2008 zastával funkci druhého předsedy vlády Svobodného státu Sasko.

## Život
Milbradt vystudoval národohospodářství, roku 1975 získal doktorát a v roce 1980 docenturu. Mezi lety 1983 až 1990 byl vedoucím finančního oddělení města Münster. Po sjednocení Německa a obnovení Svobodného státu Sasko se v roce 1990 stal ministrem financí v první vládě Kurta Biedenkopfa. Od roku 2001 byl zemským předsedou CDU Sasko. Po Biedenkopfově rezignaci vedl od dubna 2002 Georg Milbradt jednobarevnou zemskou vládu CDU. Po zemských volbách v roce 2004 si udržel funkci zemského předsedy vlády a v koalici s SPD sestavil svou druhou vládu. V květnu 2008 rezignoval, především kvůli spojení s problémy saské státní banky Landesbank Sachsen, na funkci premiéra i předsedy saské CDU. V roce 2009 byl jmenován mimořádným profesorem v oboru veřejných financí na Technické univerzitě v Drážďanech.